# Scuola Holden
La Scuola Holden è una scuola di storytelling situata a Torino. Inizialmente aveva sede in una palazzina liberty in Corso Dante; ad oggi la sua sede è l'ex Caserma Cavalli dell'Arsenale militare di Torino, in piazza Borgo Dora, dove si è trasferita nel 2013 con inaugurazione il 14 settembre 2013.
Nel settembre 2019 è nata Academy, il primo corso di laurea della Scuola Holden, una laurea triennale parificata ai DAMS.

## Storia
La Scuola Holden viene fondata nel 1994 a Torino da Alessandro Baricco, preside e insegnante della scuola, Antonella Parigi, Dalia Oggero, Marco San Pietro e Alberto Jona. Nasce dall'idea di creare una scuola dove si potessero formare dei narratori, scuola che in Italia ancora non esisteva.
Il nome è ispirato al romanzo di J.D. Salinger Il giovane Holden, il cui protagonista è un ragazzo che odia la scuola. Da questo modello fu ricavata l'idea di creare un luogo dove tutti potessero trovare la loro strada nel campo della scrittura.

## Struttura
La Scuola Holden si divide in due percorsi, Original e Academy. Original è composto da cinque college: Scrivere, Cinema, Drama, Story Design e International (in lingua inglese). Ogni corso dura due anni, al termine dei quali viene rilasciato un master biennale. 
Academy invece è una laurea triennale in "Contemporary Humanities" . Al termine dei tre anni viene rilasciato un diploma equipollente ai DAMS.

## Contemporary Humanities
Contemporary Humanities, termine ideato da Alessandro Baricco, è una concetto che ospita al suo interno molte delle discipline che si occupano di studiare e interpretare la società e la cultura umana.  La parola "Humanities" deriva dall’espressione latina-rinascimentale “studia humanitatis” con cui umanisti designarono in passato le discipline indispensabili al perfezionamento della natura umana nella sua interezza.

## Proprietà
La scuola fa parte della rete delle International 826-Inspired Organizations (rete di centri di scrittura ed editoria per i giovani).
La scuola Holden fa parte del Gruppo Feltrinelli che ha il 100% delle quote di proprietà dal febbraio 2024. In precedenza Alessandro Baricco ha avuto il 25,5%, Eataly il 16% e Andrea Guerra il 7% .